# A New England
A New England är en sång av Billy Bragg som finns med på hans debutalbum Life's a Riot with Spy vs Spy från 1983. Den finns även bland annat på samlingsalbumet Must I Paint You a Picture?.
De första textraderna är direkt kopierade från "Leaves that Are Green" en låt av Paul Simon: "I was 21 when I wrote this song. I'm 22 now but I won't be long". Detta gjordes som en hyllning till Simon and Garfunkel och helt avsiktligt. Melodin inspirerades av Thin Lizzy.

## Kirsty MacColls version
Braggs version släpptes inte som singel, men Kirsty MacColl spelade in en cover på låten och släppte den på singel 1984, vilket blev en stor framgång för henne. Hennes inspelning nådde sjundeplatsen på UK Singles Chart 1985.
Kirsty MacColl tyckte att låten var för kort när hon spelade in den. Därför skrev Bragg två nya verser som inte hade varit med från början. Efter Kirsty MacColls död hedrar Billy Bragg hennes minne genom att sjunga de versraderna när han uppträder med låten.[källa behövs]

### Fotnoter
1. 1 2 3  ”Sold on Song: A New England”. BBC. Arkiverad från originalet den 14 november 2012. https://web.archive.org/web/20121114110920/http://www.bbc.co.uk/radio2/soldonsong/songlibrary/indepth/newengland.shtml. Läst 11 augusti 2022.
2. ↑  Sara Larsson (11 oktober 1996). ”Han håller stånd på barrikaderna”. Dagens nyheter. http://www.dn.se/arkiv/pa-stan/han-haller-stand-pa-barrikaderna/. Läst 17 mars 2017.